# Yamit

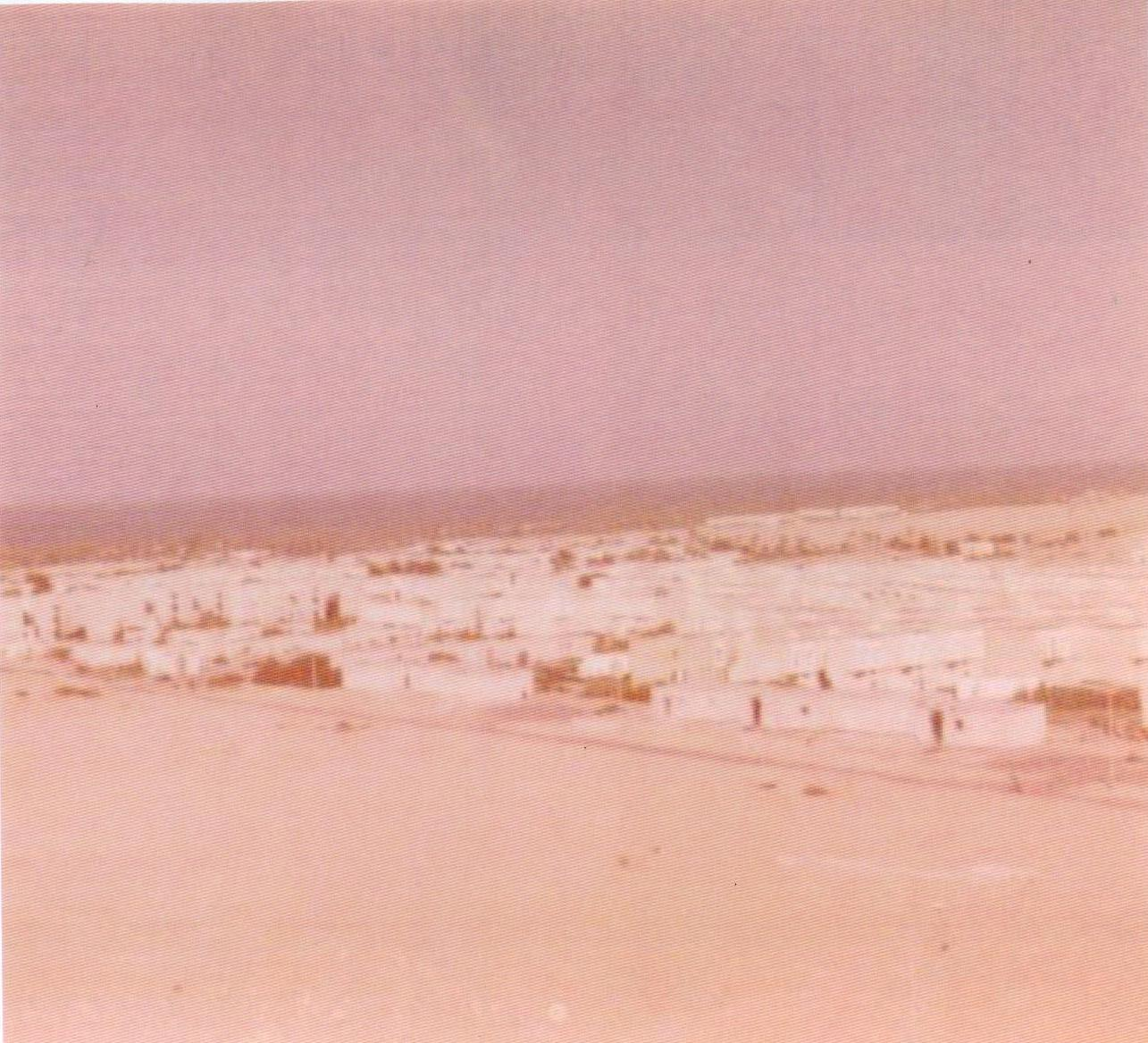
Yamit på 1960-talet.

Yamit (hebreiska:ימית) var en israelisk stad med omkring 2 500 invånare som fanns under perioden 1967 till 1982 på den norra delen av Sinaihalvön i Egypten. Halvön ockuperades av Israel i samband med sexdagarskriget. 
När Israel, efter fredsavtalet 1979, återlämnade den östra delen av Sinai till Egypten i april 1982 och alla trupper lämnat området raserades staden och övergavs.

## Historik
Yamit började byggas i januari 1975 i ett ökenområde där en beduinstam tidigare hade bott. Avsikten var att bygga en stad med 200 000 invånare som skulle vara en buffertzon mellan Gazaremsan och Sinaihalvön.
När de första femtio nybyggarna kom dit fanns varken byggnader, vägar, elektricitet eller vatten, allt fick byggas upp från grunden.
Planerna var ambitiösa och omfattade bland annat en hamn, en kvarn, en kanal till Döda havet, ett hotell och ett universitet. Efter ett år hade befolkningen växt till det dubbla och man hade börjat att bygga en yeshiva.
Inflyttningen gick trögt trots de billiga bostäderna och när fredsavtalet mellan Israel och Egypten skrevs under 1979 efter  Camp David-avtalen valde många invånare att lämna Yamit. Deras hus löstes in av israeliska staten så att de kunde bygga nya i andra städer.
Yamit evakuerades av israelisk militär 23 april 1982 under protester. Några av invånarna barrikaderade sig på hustaken och fördes bort med våld. Efter evakueringen flyttades några av husen till Israel, där de byggdes upp igen, och resten revs.